# Christophe Manin
Christophe Manin (Saint-Marcellin, Isèra, 22 de juliol de 1966) va ser un ciclista francès, que fou professional entre 1989 i 1995. Quan era amateur va guanyar la medalla de bronze al Campionat del Món en ruta per darrere del polonès Joachim Halupczok i del seu compatriota Éric Pichon.

## Palmarès
- 1988
  - 1r al Tour de Franche-Comté
  - Vencedor d'una etapa al Critèrium del Dauphiné Libéré
- 1989
  - 1r al Giro de les Regions i vencedor de 2 etapes
  - 1r al Tour Nivernais Morvan i vencedor d'una etapa
  - 1r al Gran Premi de Vougy
  - Vencedor d'una etapa a la Volta a Hessen
  - Vencedor d'una etapa al Circuit de Saône-et-Loire
  - Vencedor d'una etapa al Tour de Franche-Comté

### Resultats al Tour de França
- 1992. 105è de la classificació general
- 1994. 64è de la classificació general

### Resultats a la Volta a Espanya
- 1991. 46è de la classificació general

### Resultats al Giro d'Itàlia
- 1990. 104è de la classificació general
- 1993. 92è de la classificació general